# Le Dit de Tianyi
Le Dit de Tianyi est un roman de François Cheng paru en 1998. Il a été couronné la même année par le Prix Femina.

## Résumé
Au cours d'un voyage en Chine, l'écrivain retrouve un peintre nommé Tianyi, qu'il avait connu auparavant. Celui-ci remet ses confessions écrites à l'auteur.
Tianyi a vécu l'avant-guerre dans une Chine imprégnée de traditions. Puis il est parti en Occident, où il a connu la misère et découvert une nouvelle vision de la vie et de l'art. Il revient ensuite dans son pays, soumis aux bouleversements de la révolution. Il tente de retrouver des êtres qui lui sont chers. Mais la vie les emmènera tous dans des tourmentes...